# Pristimantis bisignatus
Pristimantis bisignatus är en groddjursart som först beskrevs av Werner 1899.  Pristimantis bisignatus ingår i släktet Pristimantis och familjen Strabomantidae. IUCN kategoriserar arten globalt som starkt hotad. Inga underarter finns listade i Catalogue of Life.